# NewsRadio
NewsRadio foi uma sitcom estadunidense exibido originalmente pela rede NBC entre 1995 e 1999 e no Brasil está sendo exibido pelo canal Comedy Central desde 1 de fevereiro de 2012.

## Sinopse
NewsRadio girava em torno dos funcionários de uma emissora de rádio estadunidense sediada na cidade de Nova Iorque. Jimmy James (Stephen Root) era o dono da estação e era uma dos principais criadores de idéias para a programação da rádio, que ficava a cargo do seu gerente Dave Nelson (Dave Foley). Este precisava lidar com todos os funcionários da emissora e deixá-la em ordem, ao mesmo tempo que tinha que dar atenção para a sua namorada, Lisa Miller (Maura Tierney).

## Elenco
- Vicki Lewis[1] .... Beth
- Maura Tierney[1] .... Lisa Miller
- Stephen Root[1] .... Jimmy James
- Phil Hartman[1] .... Bill McNeal
- Joe Rogan[1] .... Joe Garelli
- Dave Foley[1] .... Dave Nelson
- Andy Dick[1] .... Matthew Brock